# Oroya borchersii
Oroya borchersii är en kaktusväxtart som först beskrevs av Boed., och fick sitt nu gällande namn av Curt Backeberg. Oroya borchersii ingår i släktet Oroya och familjen kaktusväxter. Inga underarter finns listade i Catalogue of Life.

## Bildgalleri

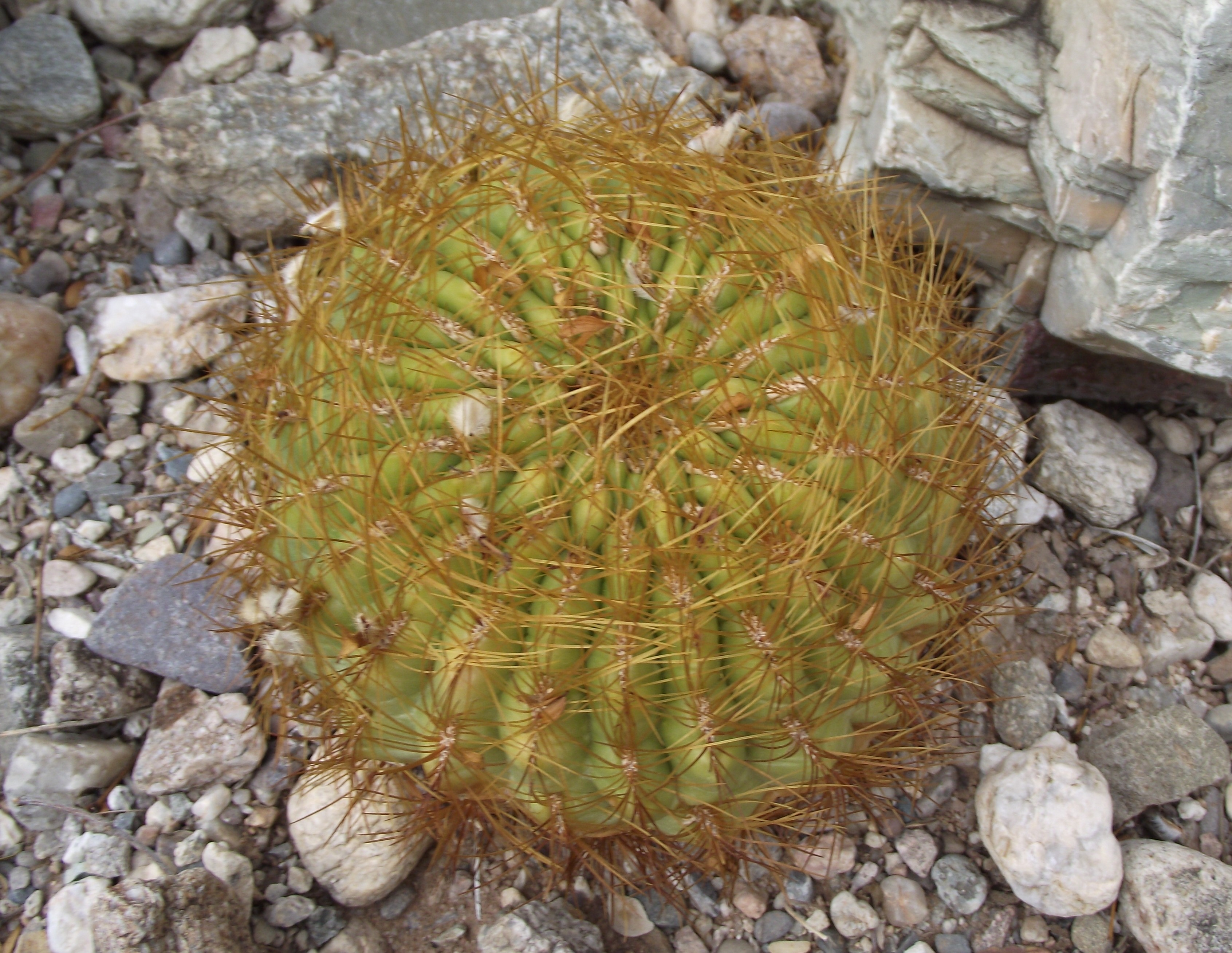
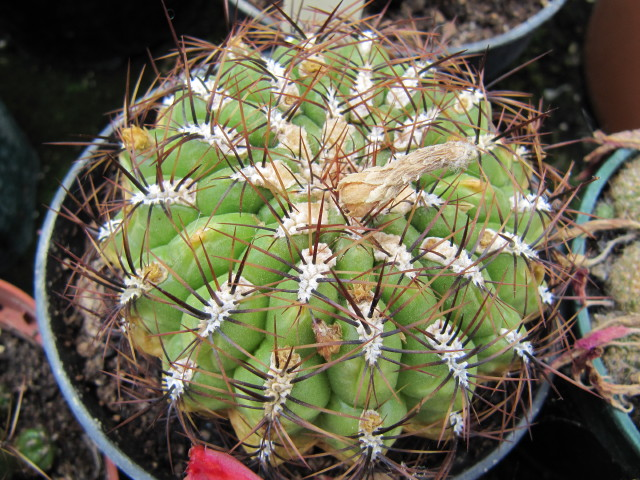